# باول كليمنس (كاتب)
باول كليمنس (بالإنجليزية: Paul Clemens) هو كاتب أمريكي، ولد في 13 مارس 1973.